# Jean-Fabien Spitz
Pour les articles homonymes, voir Spitz.
Jean-Fabien Spitz, né le 10 août 1952, est un universitaire français, philosophe et spécialiste de philosophie politique.

## Parcours et travaux
Ancien élève de l'École normale supérieure de la rue d'Ulm, agrégé de philosophie, professeur de philosophie politique à l'université de Paris I, membre senior de l'Institut universitaire de France (2007-2012), Jean-Fabien Spitz est considéré comme l'un des meilleurs spécialistes français de la philosophie politique de John Locke.
Parmi les spécialistes français de philosophie politique, il se distingue par son intérêt pour les courants anglo-saxons contemporains et la philosophie analytique. Il a notamment traduit en français plusieurs œuvres majeures de la philosophie politique anglo-saxonne récente : Le Libéralisme et les limites de la justice, de Michael Sandel, Républicanisme de Philip Pettit, Au nom du peuple. Les fondements de la démocratie américaine de Bruce Ackerman, La Vertu souveraine de Ronald Dworkin.
Ses travaux actuels s'orientent dans deux directions : d'une part, l'étude de la place et des limites du marché dans les démocraties libérales d'aujourd'hui, et, d'autre part, une tentative pour dresser le bilan de l'apport du revivalisme républicain à la théorie politique contemporaine.

## Prise de position
Il publie une tribune dans Le Monde le 16 juin 2022 pour critiquer ce qu'il considère comme une appropriation de la notion de République par Emmanuel Macron et Élisabeth Borne. Selon lui, 

« le président affirme donc que seuls les citoyens qui approuvent son programme sont républicains, et la première ministre affirme de même que ses opposants dans cette bataille démocratique n’adhèrent pas aux valeurs de la République. »

Au contraire, il a toujours existé, d'après Spitz, deux visions de la république : une vision libérale et une vision sociale. Pascal Engel lui reproche néanmoins de considérer qu'on peut se passer de la première, comme si la conception libérale de la République appartenait définitivement au passé.

## Œuvres principales
- La Liberté politique : essai de généalogie conceptuelle, Paris, PUF, coll. « Léviathan », 1995, 509 p. (ISBN 2-13-047189-7, OCLC 34505279)
- Bodin et la souveraineté, PUF, coll. « Philosophies », 1998
- L'Amour de l'égalité : essai sur la critique de l'égalitarisme républicain en France, 1770-1830, Paris, Vrin, coll. « Contextes », 2000, 286 p. (ISBN 2-7116-1442-5, OCLC 45246501, lire en ligne)
- John Locke et les fondements de la liberté moderne, Paris, PUF, coll. « Fondements de la politique. Série Essais », 2001, 335 p. (ISBN 2-13-051937-7, OCLC 48220144)
- Le Moment républicain en France, Paris, éditions Gallimard, coll. « NRF Essais », 2005, 523 p. (ISBN 2-07-077575-5, OCLC 62293121, présentation en ligne)[3]
- Abolir le hasard ? : responsabilité individuelle et justice sociale, Paris, Vrin, coll. « Philosophie concrète », 2008, 382 p. (ISBN 978-2-7116-2160-6, OCLC 276978333, lire en ligne)
- Pourquoi lutter contre les inégalités ?, Bayard, coll. « Le temps d'une question », 2010
- Philip Pettit, le républicanisme, éditions Michalon, coll. « Le bien commun », 2011
- Le Mythe de l'impartialité. Les mutations du concept de liberté individuelle dans la culture politique américaine 1870-1940, PUF, coll. « Léviathan », 2014, 592 p.  (ISBN 978-2-13- 062563-6)
- Leçons sur l'œuvre de Jean-Jacques Rousseau. Les fondements du système, éditions Ellipses, coll. « Les grands cours », 432 p., 2015
- La Propriété de soi. Essai sur le sens de la liberté individuelle, Vrin, coll. « Philosophie concrète », 2018, 232 p.  (ISBN 978-2-7116-2795-0)
- La République ? Quelles valeurs ? Essai sur un nouvel intégrisme politique, Gallimard, coll. « NRF Essais », 2022, 368 p. (ISBN 9782072975974, lire en ligne )
- La Laïcité dévoyée, AOC éditions, 2023
- Aux origines de la théorie politique libérale. Droit de propriété et droit de nécessité chez Grotius, Vrin, coll. « Histoire de la philosophie », 240 p., 2023  (ISBN 978-2-7116-3141-4)

### Traductions
- 1993 : Jean Bodin et la naissance de la théorie absolutiste de Julian H. Franklin, PUF, coll. « Fondements de la politique »
- 1998 : Au nom du Peuple. Les fondements de la démocratie américaine de Bruce Ackerman, Calmann-Lévy
- 1999 : Le Libéralisme et les limites de la justice de Michael Sandel, éditions du Seuil
- 2004 : Républicanisme. Une théorie de la liberté et du gouvernement de Philip Pettit (en collaboration avec Patrick Savidan), éditions Gallimard, coll. « Les Essais »
- 2008 : La Vertu souveraine (Sovereign Virtue: The Theory and Practice of Equality, 2000) de Ronald Dworkin, éditions Bruylant, coll. « Penser le droit »